# Il padrone e l'operaio
Il padrone e l'operaio è un film italiano del 1975, diretto da Steno e interpretato da Renato Pozzetto e Teo Teocoli. La pellicola, ironizzando sugli scontri ideologici degli anni di piombo, racconta le vicende dell'industriale del rubinetto Giangi Tosi, la cui vita viene stravolta dall'arrivo dell'operaio seduttore Luigi Carminati.

## Trama
Gianluca "Giangi" Tosi dirige la fabbrica di rubinetti del suocero, il tirannico commendator Balestrazzi. Oberato dalle responsabilità aziendali, lo stress finisce per minare l'equilibrio fisico e mentale di Giangi, che deve anche sopportare le rimostranze della moglie Maria Luce e dell'amante Silvana a causa delle sue scarse prestazioni sessuali.
La situazione viene esacerbata quando Giangi conosce l'operaio Luigi Carminati, irresistibile tombeur de femmes dalle prestazioni mirabolanti, che scatena in lui un forte sentimento di invidia e rivalsa nei confronti del dipendente.
Dapprima Giangi cerca di rendere la vita impossibile all'operaio assegnandolo alle mansioni più faticose, ma non riesce a piegarne la potenza sessuale. In seguito, su consiglio dello psichiatra Bauer, cerca di instaurare un rapporto di amicizia con il Carminati, ma i suoi tentativi di vivere la vita del proletario si dimostrano fallimentari. Infine lo invita a una crociera sul suo yacht per dimostrare che un operaio non può avere successo con le donne di classe sociale più elevata, ma il piano gli si ritorce contro quando il Carminati seduce la moglie di Giangi.
Giangi, ricoverato in una clinica psichiatrica, si finge matto per evitare il ritorno in azienda.

## Produzione
Per il ruolo dell'operaio, Steno fece un provino a Massimo Boldi, Umberto Smaila, e, appunto Teo Teocoli, che ebbe la parte. Tra i tanti protagonisti della pellicola sono da evidenziare l'esordio di Guido Nicheli e la presenza di Loredana Bertè in una delle sue poche apparizioni cinematografiche.

## Colonna sonora
La colonna sonora originale del film è stata composta da Gianni Ferrio e pubblicata nel 1975 con il titolo Il padrone & l'operaio dall'etichetta discografica United Artists Records con numero di catalogo UAS 29906. L'album contiene 12 brani composti e diretti da Ferrio. Le due tracce La ventosa e La fortuna ha le mutande rosa, cantate da Cochi e Renato, sono state inoltre pubblicate nel singolo La ventosa/La fortuna ha le mutande rosa, dalla Derby, in formato 7" con numero di catalogo DBR 3709.

### Tracce
Lato A
1. Il padrone & l'operaio (Titoli di testa)
2. Azzurro caldo
3. Dottor Bauer
4. Sentirsi così
5. L'occhio del padrone
6. La fortuna ha le mutande quasi rosa (Orchestrale)

Lato B
1. La ventosa (Giorgio Calabrese, Cochi Ponzoni, Renato Pozzetto, Gianni Ferrio)
2. Due passi in Rolls
3. Supertango popolare
4. Un tuffo nella nevrosi
5. Ma non per te
6. Fine di una nevrosi

## Distribuzione
La pellicola è stata distribuita nelle sale cinematografiche italiane il 19 dicembre del 1975.

## Accoglienza

### Incassi
Si è classificato al 10º posto tra i primi 100 film di maggior incasso della stagione cinematografica italiana 1975-1976.

### Critica
La pellicola ha ricevuto critiche tutto sommato positive per la vivacità del soggetto e per il lavoro svolto dal regista che ha saputo sottolineare al meglio i grossolani effetti comici e le frequenti sfumature sessuali presenti. Riguardo ai due attori protagonisti viene apprezzato, anche se considerato ripetitivo, il lavoro svolto da Pozzetto mentre per Teocoli viene evidenziata la non ancora sufficiente autorità per fargli da spalla.